# Vinpocetin
A vinpocetin összetett hatású vegyület, amely az agyi metabolizmusra és a véráramlásra, valamint a vér reológiai viszonyaira is kedvező hatást gyakorol. A vinkamin alkaloid szintetikus származéka, fokozza az agy oxigén ellátását, serkenti az agyi metabolizmust.
Először a kis meténg nevű növényből (más néven kis télizöld, Vinca minor) izolálták, de más meténgfélékből is kinyerhető: részben ilyen céllal termesztik a trópusokon a Voacanga africana fafajt is, amelynek kivonatából – más pszichoaktív vegyületek mellett – ugyancsak kinyerhető. Lőrincz Csaba a Kőbányai Gyógyszerárugyár vegyész és gyógyszerész kutatója főként a télizöld meténg (Vinca minor) és a rózsamaténg (Catharanthus roseus) alkaloidjainak kutatásával foglalkozott, amelyek idővel több új gyógyszer hatóanyagaként vált ismertté. A Szász Kálmánnal folytatott alkotó együttműködése különösen a Vinca-alkaloidokból készült gyógyszerek előállításában és szabadalmaztatásában játszott kulcsszerepük miatt példaértékű a magyar gyógyszeripar történetében. Szász Kálmán ötlete alapján kezdték el a vérnyomáscsökkentő hatású vinkamin származékait vizsgálni. A gyár egyik legkiválóbb kutatóvegyésze, a peptidhormonok szintéziséról híres Kisfaludy Lajos akadémikus többféle szerkezetváltoztatást javasolt.
Az egyik, amelyet Lőrincz Csaba szintetizált a vinkaminból, különösen kitűnt újszerű farmakológiai hatása miatt. Ez a származék, a vinpocetin (kémiai nevén apovinkaminsav-etilészter) lett a vállalat történetében kiemelkedő innovációs sikernek számító originális készítmény, az 1977-ben forgalomba hozatalra engedélyezett Cavinton agyi értágító hatóanyaga. Lőrincz Csaba képviselte a legmagasabb, 30%-os feltalálói részarányt a vinpocetin kémiai előállítását megoldó szakmai csapatban.
Később kutatók kidolgozták a vinpocetin olcsóbban elvégezhető totálszintézisét, így nem volt már szükség a természetes drogból kivont nyersanyagra, amit 1975-ben Szántay Csaba magyar vegyésznek sikerült szintetikusan is előállítania. A gyógyszer gyártását Cavinton védjegyezett néven 1978-ban kezdte el a Kőbányai Gyógyszerárugyár (a Richter Gedeon Nyrt.), melynek egyik sztárterméke lett.

## Hatása
Mérsékli az excitatoros aminosavak által kiváltott citotoxikus reakciók káros hatásait. Gátolja a feszültségfüggő Na+- és Ca2+-csatornákat, valamint az NMDA és AMPA receptorokat. Potenciálja az adenozin neuroprotektív hatását. Serkenti az agyi metabolizmust: növeli az agyszövet glükóz- és O2-felvételét és felhasználását. Javítja a neuronok hypoxia-toleranciáját; fokozza az agy kizárólagos energiaforrásának, a glükóznak a vér-agy gáton történő transzportját; a glükóz lebontását az energetikailag kedvezőbb aerob irányba tolja el; szelektíven gátolja a Ca2+-kalmodulin függő cGMP-foszfodieszteráz (PDE) enzimet, fokozza az agy cAMP és cGMP szintjét. Emeli az agy ATP-koncentrációját és az ATP/AMP arányt; fokozza az agy noradrenalin és szerotonin turnoverét; stimulálja a felszálló noradrenerg rendszert; antioxidáns aktivitást fejt ki; mindezek révén cerebroprotektiv hatású.
Javítja az agyszövet mikrocirkulációját: gátolja a trombocita-aggregációt, csökkenti a kórosan fokozott vérviszkozitást; növeli a vörösvértestek deformabilitását és gátolja azok adenozinfelvételét; elősegíti az O2 szöveti transzportját a vörösvértestek O2-affinitásának csökkentésével.
Szelektíven növeli az agyi véráramlást: a perctérfogat agyi frakcióját növeli; csökkenti az agyi vascularis rezisztenciát anélkül, hogy számottevően befolyásolná a szisztémás keringés paramétereit (vérnyomás, perctérfogat, pulzusszám, teljes perifériás rezisztencia); nem okoz „steal-effektust”, sőt alkalmazása során elsősorban a károsodott, alacsony perfúziójú (de még el nem halt) ischaemiás terület vérellátása fokozódik („inverz steal-hatás”).
Értágító hatását a foszfodiészteráz enzim aktivitás gátlása révén fejti ki, növeli a cAMP-szintet, növelve a helyi véráramlást csökkenti a vaszkuláris ellenállást.
Gátolja a trombocita aggregációt, kedvező hatást gyakorol a kórosan fokozott vér viszkozitásra. 
Fokozza a neurotranszmitterek, mint dopamin, noradrenalin termelődését, melyek a nootropiás hatásért felelősek.

## Mellékhatások
Általában jól tolerálható szer. Az eddigi klinikai kísérletek során komolyabb mellékhatást nem tapasztaltak, bár egyik teszt sem volt hosszú idejű. Egyes használók fejfájásra (főleg napi 15 mg-os adag felett), valamint időnként rendetlen gyomorműködésre panaszkodtak. Jelentős kölcsönhatást más gyógyszerekkel nem tapasztaltak, tehát a vinpocetin más gyógyszerekkel együtt szedhető, beleértve a cukorbaj elleni szereket, valamint a vérhigítókat is (pl. Coumadin)." Nem vizsgálták a gyógyszert terhes nők esetében. Egy olyan eset ismert, amikor a szer agranulocitózist (a granulociták számának jelentős csökkenése) okozott. Egyes betegek szerint a szer folyamatos szedése gyengítette immunrendszerüket. A Commission E szerint is a vinpocetin gyengíti az immunrendszert, és apoptózist (sejthalált) okozhat hosszas szedés esetén.
A vinpocetint több mint három évtizede számos ázsiai és európai országban használják cerebrovascularis rendellenességek, például a stroke és a demencia kezelésére. Az Egyesült Államokban a vinpocetin semmilyen terápiás alkalmazása nem engedélyezett. A Szövetségi Élelmiszer- és Gyógyszerügyi Hivatal (FDA) úgy ítélte meg, hogy a vinpocetin szintetikus jellege és javasolt terápiás felhasználása miatt nem jogosult étrend-kiegészítő minősítésre az élelmiszereket, gyógyszereket és kozmetikai szereket szabályozó szövetségi törvény szerint. Ennek ellenére a vinpocetin széles körben elérhető a gyakran nootropikumként forgalmazott étrend-kiegészítőkben.
A vinpocetin étrend-kiegészítőként történő forgalmazása Ausztráliában és Új-Zélandon „potenciális káros nootropikus jellemzők” miatt tilos, Kanadában viszont jogszerűen forgalmazzák a memória és kognitív funkciók javításának elősegítésére.

## Fordítás
Ez a szócikk részben vagy egészben  a   Vinpocetine című angol Wikipédia-szócikk fordításán alapul.  Az eredeti cikk szerkesztőit annak laptörténete sorolja fel. Ez a jelzés csupán a megfogalmazás eredetét és a szerzői jogokat jelzi, nem szolgál a cikkben szereplő információk forrásmegjelöléseként.